# Boris Tavernier
Pour les articles homonymes, voir Tavernier.
Boris Tavernier, né le 23 août 1979 à Doullens (Somme), est un militant associatif et homme politique français. 
Il est cofondateur de l’association Vrac (Vers un réseau d’achat en commun) qui lutte contre la précarité alimentaire. Il est élu député en juillet 2024 dans la deuxième circonscription du Rhône.

## Biographie

### Parcours professionnel et associatif
Issu d’une famille ouvrière du Nord-Pas-de-Calais, Boris Tavernier vit à Lyon depuis le début des années 2000. Il est investi dans l'économie sociale et solidaire et l'alimentation. En 2004, il co-fonde "De l'autre côté du pont", un bar-restaurant et salle de spectacle en Scop, où il assure la cuisine et la programmation culturelle.
Titulaire d'un Master en économie sociale et solidaire à l'université Lyon 2, il cofonde en 2013 avec Marc Uhry et Cedric Van Styvendael "VRAC" (Vers un réseau d'achat en commun), association de lutte contre la précarité alimentaire, dont le premier groupement d'achat est créé à La Duchère. La mission de l'association est de permettre aux habitants de quartiers populaires aux revenus limités d'accéder à une alimentation choisie et non contrainte, grâce à la vente des produits à tarification différenciée. L'association VRAC est habilitée aide alimentaire et présente dans plusieurs dizaines de villes en France.
Avec cette association, il organise des concours de cuisine dans divers quartiers, plusieurs projets pédagogiques autour de l'alimentation, et a initié et supervisé le projet "Femmes d'ici, Cuisine d'ailleurs", livre d'enquête et de récits sur la cuisine des femmes issues de l’immigration, édité chez Albin Michel et écrit par Alexis Jenni, prix Goncourt 2011. En 2019, il initie et coordonne le projet « Restes d’enfance », recueil de textes culino-littéraires. En 2021, il dirige le projet "Ensemble pour mieux se nourrir", coécrit par Alexis Jenni et Frédéric Denhez, une enquête sur les projets solidaires et durables pour sortir de la précarité alimentaire. La même année, Boris Tavernier devient fellow Ashoka, titre qui valorise les pionniers de l'entreprenariat social.
Son expertise en matière de lutte contre la précarité alimentaire lui permet de participer aux travaux du Comité national de coordination de la lutte contre la précarité alimentaire (Cocolupa) et à ceux du Programme national pour l'alimentation (PNA). Il intervient également sur France Inter pour sensibiliser aux questions d'alimentation, notamment dans les émissions "On va déguster" et "La Terre au carré".
Il plaide pour une alimentation plus saine, juste et durable, et pour la généralisation de dispositifs de sécurité sociale de l'alimentation.

### Parcours politique
Le parti Les Écologistes le présente comme candidat d'ouverture issu de la société civile aux élections législatives anticipées de juin et juillet 2024 dans la 2e circonscription du Rhône. Il y est élu avec 58,58 % des voix,,.
Il siège au sein du groupe écologiste à l'Assemblée.

## Synthèse des résultats électoraux

### Élections législatives
| Année | Parti | Parti | Circonscription | 1er tour | 1er tour | 1er tour | 2d tour | 2d tour | 2d tour | Issue |
| Année | Parti | Parti | Circonscription | Voix     | %        | Rang     | Voix    | %       | Rang    | Issue |
| ----- | ----- | ----- | --------------- | -------- | -------- | -------- | ------- | ------- | ------- | ----- |
| 2024  |       | LÉ    | 2e du Rhône     | 28 567   | 49,65    | 1er      | 30 239  | 58,58   | 1er     | Élu   |

## Détail des fonctions et mandats

### Mandats électifs
- Depuis le 18 juillet 2024 : député de la 2e circonscription du Rhône